# Corydoras micracanthus
Corydoras micracanthus es una especie de pez de la familia Callichthyidae en el orden de los Siluriformes.

## Morfología
• Los machos pueden llegar alcanzar los 4 cm de longitud total.

## Distribución geográfica
Se encuentran en Sudamérica: afluente s occidentales del río Paraná en Salta (Argentina ).
Es endémica de la ecorregión de agua dulce Chaco.